# Iglesia del Santísimo Nombre de María en el Foro de Trajano
 
La Iglesia del Santísimo Nombre de María en el Foro de Trajano (en italiano: Santissimo Nome di Maria al Foro Traiano, en latín: Ss. Nominis Mariae ad forum Traiani  es una iglesia católica en Roma, Italia. Esta iglesia no debe confundirse con la iglesia Santissimo Nome di Maria en Via Latina en el sureste de Roma.
De mármol pálido, se encuentra frente a la Columna de Trajano, a unas pocas docenas de pasos de la iglesia de Santa Maria di Loreto, con una cúpula similar, pero exteriormente más colorida.

## Historia
La fiesta del Santo Nombre de María fue instituida por el Papa Inocencio XI después de la victoria de los ejércitos austríaco - polacos bajo el mando de Juan III Sobieski sobre los turcos en la Batalla de Viena en 1683. El abad Giuseppe Bianchi instituyó la devoción al Santísimo Nombre de María en 1685 en Santo Stefano del Cacco, y poco después estableció la Cofradía del Santísimo Nombre de María, que fue aprobada formalmente en 1688. Los miembros incluyeron al Papa Inocencio XI y Leopoldo I, Emperador del Sacro Imperio Romano Germánico. Posteriormente fue elevada a Archicofradía. Todos los años hasta 1870, los miembros marchaban en procesión en la fiesta del Santo Nombre de María a la iglesia de Santa Maria della Vittoria, deteniéndose en el Palacio del Quirinal para la bendición del Papa.
En 1694, la cofradía se trasladó a San Bernardo a Colonna Traiani, pero al año siguiente, al darse cuenta de que necesitaban construir una nueva iglesia, adquirieron el terreno adyacente e hicieron construir este templo bajo la dirección del arquitecto francés Antoine Derizet entre 1736 y 1741. TitularesTitulares

## Descripción
El exterior inferior está decorado con columnas y pilastras. El interior es elíptico. Hay siete pequeñas capillas, decoradas en mármol policromado .TitularesTitulares
En 1748, San Bernardo fue demolido, pero el icono de María había sido trasladado a esta nueva iglesia en 1741. Una vez al año, se lleva en procesión solemne desde el sitio de San Bernardo hasta su lugar actual sobre el altar mayor de Santissimo Nome di Maria.

## Titulares
En 1969, el Papa Pablo VI la convirtió en iglesia titular. Cardenales-diáconos del Santissimo Nome di Maria al Foro Traiano:
1. Sergio Guerri (28 de abril de 1969 – 15 de marzo de 1992)
2. Darío Castrillón Hoyos (21 de febrero de 1998 – 18 de mayo de 2018)
3. Mauro Gambetti (28 de noviembre de 2020 – presente)